# Liste de jeux PlayStation Vita
La liste de jeux PlayStation Vita répertorie les jeux vidéo sur la console portable PlayStation Vita, distribués par des professionnels, sur le circuit commercial traditionnel, toutes régions confondues.
Remarques :
- Certains des jeux nommés ci-dessous sont encore en développement et peuvent donc changer de nom ou être annulés ;
- Par souci de cohérence avec le reste de Wikipédia en français, il est utile de mettre les appellations françaises si le jeu possède un titre francophone ;
- Cette liste répertorie les jeux distribués sur le circuit commercial traditionnel, c'est-à-dire en version physique. Pour les jeux distribués uniquement en ligne, se référer à la liste de jeux PlayStation Network.

Légende :
- J = sorti uniquement au Japon.
- (PSTV) = indique si le jeu est compatible PlayStation TV.
- (TL) = indique si le jeu est tiré à un nombre limité d'exemplaires.

- Haut – A
- B
- C
- D
- E
- F
- G
- H
- I
- J
- K
- L
- M
- N
- O
- P
- Q
- R
- S
- T
- U
- V
- W
- X
- Y
- Z

## 0-9
- &: Sora no Mukō de Saki Masuyō ni (ja) - J (PSTV)
- @Field (es) - J
- 12-ji no Kane to Cinderella: Cinderella Series Triple Pack (ja) - J (PSTV)
- 13 Sentinels: Aegis Rim - J
- 7'sCarlet - J

## A
- A.O.T.: Wings of Freedom
- A.W.: Phoenix Festa
- Accel World vs. Sword Art Online
- Abunai Koi no Sōsashitsu: Eternal Happiness - J
- Adventure Bar Labyrinth
- Aegis of Earth: Protonovus Assault (PSTV)
- Air - J
- Airship Q - J
- Aiyoku no Eustia: Angel's Blessing (en) - J (PSTV)
- Akai Suna Ochiru Tsuki - J
- AKB1/149 Ren'ai Sōsenkyo (ja) - J (PSTV)
- Akiba's Beat - J
- Akiba's Trip: Undead and Undressed (PSTV)
- Alia's Carnival! Sacrament - J (PSTV)
- Amatsumi Sora ni! Kumo no Hatate ni - J (PSTV)
- Amnesia (visual novel) - J (PSTV)
- Amnesia Memories (PSTV)
- Amnesia World - J (PSTV)
- Angelique Retour - J
- Angry Birds Star Wars (PSTV)
- Anoko wa Ore kara Hanarenai (ja) - J (PSTV)
- Ao no Kanata no Four Rhythm (en) - J
- Aqua Kitty DX (TL)
- Arcana Famiglia: La storia della Arcana Famiglia Ancora (en) - J
- Arcana Heart 3 LOVE MAX!!!!! (PSTV)
- Army Corps of Hell (en)
- Ar nosurge Plus: Ode to an Unborn Star (en) (PSTV) (TL)
- Asphalt: Injection
- Assassin's Creed III: Liberation
- Assassin's Creed Chronicles Trilogy
- AstralAir no Shiroki Towa: White Eternity (ja) - J
- Atelier Ayesha Plus: The Alchemist of Dusk (en) (PSTV)
- Atelier Escha and Logy Plus: Alchemists of the Dusk Sky (en) (PSTV) (TL)
- Atelier Firis: The Alchemist of the Mysterious Journey - J
- Atelier Meruru Plus: The Apprentice of Arland (PSTV)
- Atelier Rorona Plus: The Alchemist of Arland (PSTV)
- Atelier Shallie Plus: Alchemists of the Dusk Sea (en)
- Atelier Sophie: The Alchemist of the Mysterious Book (en) - J (PSTV)
- Atelier Totori Plus: The Adventurer of Arland (PSTV)
- Ayakashi Gohan: Oomori! - J (PSTV)

## B
- Bad Apple Wars (PSTV)
- Bakumatsu Rock: Ultra Soul - J (PSTV)
- Bara ni Kakusareshi Verite - J
- Batman: Arkham Origins Blackgate (PSTV)
- Believer! - J
- Ben 10: Galactic Racing (PSTV)
- Berserk and the Band of the Hawk
- Best of Arcade Games (PSTV)
- Big Sky Infinity
- BinaryStar - J (PSTV)
- Bitter Smile (ja) - J (PSTV)
- BlazBlue: Chrono Phantasma (PSTV)
- BlazBlue: Chrono Phantasma Extend (PSTV)
- BlazBlue: Continuum Shift Extend (PSTV)
- Bloodstained: Curse of the Moon (PSTV) (TL)
- Borderlands 2 (PSTV)
- Breach and Clear (PSTV) (TL)
- Brothers Conflict: Precious Baby - J
- Bullet Girls (en) - J (PSTV)
- Bullet Girls 2 (en) - J
- Bullet Girls Phantasia - J

## C
- Call of Duty: Black Ops - Declassified
- Captain Earth: Mind Labyrinth - J (PSTV)
- Chain Chronicle V (ja) - J
- Chaos;Child - J (PSTV)
- Chaos;Head Dual - J (PSTV)
- Chaos Rings III: The Prequel Trilogy (en) - J (PSTV)
- Child of Light (PSTV)
- Chō no Doku Hana no Kusari: Taishō Enren Ibun (ja) - J (PSTV)
- Chronos Materia (ja) - J
- Chronovolt (en)
- ChuSinGura 46+1 V (ja) - J (PSTV)
- Ciel nosurge (en) - J
- Ciel nosurge Offline (en) - J
- Ciel nosurge Re:Incarnation (en) - J
- Civilization Revolution 2+
- Clannad - J (PSTV)
- Classic Dungeon Sengoku - J
- Clock Zero: Shūen no Ichibyō ExTime - J (PSTV)
- Code: Realize ~Guardian of Rebirth~ (PSTV)
- Collar × Malice
- Conception II: Children of the Seven Stars (en) (PSTV)
- Corpse Party: Blood Drive (PSTV)
- Cosmic Star Heroine (TL)
- Criminal Girls Invite Only (ja) (PSTV)
- Criminal Girls 2 - J
- Cross Ange: Tenshi to Ryū no Rondo tr. - J (PSTV)
- Cross Channel: For All People - J (PSTV)
- Crows Burning Edge - J
- Curse 'N Chaos (TL)

## D
- Daisenryaku Daitōa Kōbō-shi 3 Dai Niji Sekai Taisen Boppatsu! ~Sūjiku-gun Tai Rengō-gun Zen Sekai-sen~ (en) - J
- Daisenryaku Exceed II (en) - J
- Daitoshokan no Hitsujikai: Library Party (en) - J (PSTV)
- Dai 3-ji Super Robot Taisen Z Jigoku-hen (ja) - J (PSTV)
- Dai 3-ji Super Robot Taisen Z Tengoku-hen (ja) - J (PSTV)
- Danball Senki W - J (PSTV)
- Dance with Devils - J
- DanganRonpa 1-2 Reload - J
- Danganronpa: Trigger Happy Havoc (PSTV)
- Danganronpa 2: Goodbye Despair (PSTV)
- Danganronpa V3: Killing Harmony (PSTV)
- Danganronpa Another Episode Ultra Despair Girls (en) (PSTV)
- DariusBurst: Chronicle Saviours
- Date A Live Twin Edition: Rio Reincarnation - J (PSTV)
- Dead or Alive 5 Plus (PSTV)
- Dead of Alive Xtreme 3: Venus - J
- Deception IV: Blood Ties (en) (PSTV)
- Deception IV: The Nightmare Princess (en) (PSTV)
- Deemo: The Last Recital (en) - J
- Demon Gaze (PSTV) - J
- Demon Gaze: Global Edition[1] (PSTV)
- Demon Gaze II - J
- Demon Gaze II: Global Edition[2] (PSTV)
- Dengeki Bunko: Fighting Climax
- Dengeki Bunko: Fighting Climax Ignition - J
- Diabolik Lovers: Dark Fate - J (PSTV)
- Diabolik Lovers Limited V Edition - J (PSTV)
- Diabolik Lovers: Lunatic Parade - J (PSTV)
- Diabolik Lovers: More,Blood Limited V Edition - J (PSTV)
- Diabolik Lovers: Vandead Carnival - J (PSTV)
- Digimon Story: Cyber Sleuth (PSTV)
- Digimon Story: Cyber Sleuth Hacker's Memory
- Digimon World -next 0rder- - J
- Disgaea 3: Absence of Detention (PSTV)
- Disgaea 4: A Promise Revisited (PSTV)
- Disney Infinity: Marvel Super Heroes (PSTV)
- DJMax Technika Tune (en)
- Dokuro
- Dragon Ball Z: Battle of Z
- Dragon Fantasy: The Black Tome of Ice (TL)
- Dragon Quest Builders
- Dragon Quest Heroes II - J
- Dragon's Crown (PSTV)
- Dramatical Murder re:code - J (PSTV)
- Dream Club Zero Portable (en) - J
- Dungeon Hunter: Alliance (PSTV)
- Dungeon Travelers 2: The Royal Library & the Monster Seal (en) (PSTV)
- Dungeon Travelers 2-2: Yamiochi no Otome to Hajimari no Sho (ja) - J
- Durarara!! 3way standoff alley V - J (PSTV)
- Durarara!! Relay - J (PSTV)
- Dynasty Warriors 8 Empires (PSTV)
- Dynasty Warriors 8 Xtreme Legends (PSTV)
- Dynasty Warriors Next (en)

## E
- Earth Defense Force 2017 Portable (PSTV)
- Earth Defense Force 2: Invaders from Planet Space (PSTV)
- Ebikore + Amagami - J (PSTV)
- Ebikore PhotoKano Kiss (en) - J
- Eikoku Tantei Mysteria: The Crown (en) - J
- Eiyū Senki (ja) - J (PSTV)
- Epic Mickey 2 : Le Retour des héros
- Eve: Burst Error R - J
- Everybody's Golf
- Exist Archive: The Other Side of the Sky
- Exstetra (en) - J (PSTV)

## F
- Fault Milestone One (en) (TL)
- F1 2011 (PSTV)
- Farming Simulator 14 (PSTV)
- Farming Simulator 16
- Fate/EXTELLA: The Umbral Star
- Fate/hollow ataraxia - J (PSTV)
- Fate/stay night [Réalta Nua] - J (PSTV)
- FIFA 13
- FIFA 14 (PSTV)
- FIFA 15
- FIFA Football (PSTV)
- Final Fantasy X/X-2 HD Remaster (PSTV)
- Final Fantasy X HD Remaster (PSTV)
- Final Fantasy X-2 HD Remaster (PSTV)
- Flowers (en) - J (PSTV)
- Flowers: Le Volume sur Ete - J (PSTV)
- Football Manager Classic 2014
- Fortissimo - J
- Freedom Wars (en) (PSTV)
- Friend to Lover (ja) - J (PSTV)
- Furuiro Meikyū Rondo: La Roue de fortune (ja) - J (PSTV)
- Fuuraiki 3 - J
- Futuridium EP Deluxe (TL)

. Fate Extella : Link - J

## G
- Gakuen Heaven: Boy's Love Scramble! - J (PSTV)
- Gakuen Heaven 2: Double Scramble - J (PSTV)
- Gakuen K: Wonderful School Days V Edition - J
- Gal*Gun: Double Peace
- Gal*Gun: Double Peace Bilingual - J
- Gekijōban Mahō Shōjo Madoka Magica: The Battle Pentagram - J (PSTV)
- Genji Koi Emaki - J
- Genkai Tokki: Seven Pirates (en) - J
- Getsuei Gakuen: Kou (ja) - J (PSTV)
- Ginsei Igo: Next Generation (ja) - J (PSTV)
- Ginsei Shougi: Kyōtendo Toufū Raijin (ja) - J (PSTV)
- Girl Friend (Kari): Kimi to sugosu Natsu yasumi - J
- Girls und Panzer: Senshadō, Kiwamemasu! - J
- Gochūmon wa usagi desu ka?? Wonderful party! - J
- God Eater 2 - J (PSTV)
- God Eater 2: Rage Burst (PSTV)
- God Eater Resurrection
- God of War Collection (PSTV)
- God Wars: Beyond Times
- Goes! - J
- Golden Time: Vivid Memories - J (PSTV)
- Go-nin no Koi Prince: Himitsu no Keiyaku Kekkon - J (PSTV)
- Grand Kingdom (en) (PSTV)
- Gravity Rush
- Grisaia no Kajitsu: Le Fruit de la Grisaia - J (PSTV)
- Grisaia no Kajitsu Spin-out!? Idol Magical Girl Chiruchiru Michiru - J (PSTV)
- Grisaia no Meikyū: Le Labyrinthe de la Grisaia - J (PSTV)
- Grisaia no Rakuen: Le Eden de la Grisaia - J (PSTV)
- Gun Gun Pixies - J
- Gundam Breaker (ja) - J (PSTV)
- Gundam Breaker 2 (ja) - J (PSTV)
- Gundam Breaker 3 (ja) - J

## H
- Hai Taka no Psychedelica - J
- Haiyore! Nyaruko-san: Meijō shigatai Game no you na mono - J (PSTV)
- Hakuōki: Kyōkaroku - J (PSTV)
- Hakuōki: Reimeiroku Omōhase Sora - J (PSTV)
- Hakuōki: Shinkai Kaze no Shō - J (PSTV)
- Hakuōki SSL: Sweet School Life - J (PSTV)
- Hakuōki: Zuisouroku Omokage-ge Hana - J (PSTV)
- Hanasaku Manimani (ja) - J (PSTV)
- Hanayaka Nari, Ware ga Ichizoku Gentō Nostalgie (ja) - J (PSTV)
- Hanayaka Kana, Ware ga Ichizoku Modern Nostalgie (ja) - J (PSTV)
- Hanayamata: Yosakoi Live! - J (PSTV)
- Handball 16
- Harukanaru Toki no Naka de 6 - J (PSTV)
- Harvest Overray - J (PSTV)
- Hatsune Miku Project Diva f (PSTV)
- Hatsune Miku Project Diva F 2nd (PSTV)
- Hatsune Miku Project Diva X (PSTV)
- Hello Kitty to Issho Block Crash V (ja) - J
- Hero Must Die - J
- Hideboh: Tap Dance Hero - J
- Higurashi When They Cry Sui - J (PSTV)
- Himawari: Pebble in the Sky - J (PSTV)
- Himōto! Umaru-chan: Himōto ikusei keikaku - J
- History: Legends of War
- Hitotsu Tobashi Ren'ai V (ja) - J (PSTV)
- Hotaru no Nikki: The Firefly Diary (en) (PSTV)
- Hotchkiss (ja) - J (PSTV)
- Hotline Miami Collected Edition - J (PSTV)
- Hyakka Hyakurō: Sengoku Ninpōchō - J
- Hyakka Ryōran Elixir: Record of Torenia Revival (ja) - J (PSTV)
- Hyakka Yakō - J (PSTV)
- Hyperdevotion Noire: Goddess Black Heart (PSTV)
- Hyperdimension Neptunia: Producing Perfection (PSTV)
- Hyperdimension Neptunia Re;Birth 1 (PSTV)
- Hyperdimension Neptunia Re;Birth 2: Sisters Generation (PSTV)
- Hyperdimension Neptunia Re;Birth 3: V Generation (PSTV)
- Hyperdimension Neptunia U: Action Unleashed (en) (PSTV)

## I
- IA/VT Colorful (en) - J
- I Doll U - J
- I Am Setsuna - J
- Idol Death Game TV - J (PSTV)
- Ima Sugu Oniichan ni Imōto da tte Iitai! (en) - J (PSTV)
- Infinite Stratos 2: Ignition Hearts - J
- Infinite Stratos 2: Love and Purge - J
- Injustice: Les Dieux sont parmi nous - Ultimate Edition
- Invizimals: L'Alliance
- Invizimals: La Révolte
- Irotoridori no Sekai: World's End Re:Birth- (ja) - J
- Island - J
- Itadaki Street: Dragon Quest & Final Fantasy 30th Anniversary - J
- Iwahime: Matsuri - J

## J
- J-Stars Victory VS - J
- J-Stars Victory VS+ (PSTV)
- Jikkyō Powerful Pro Yakyū 2012 - J
- Jikkyō Powerful Pro Yakyū 2012 Kettei-ban - J
- Jikkyō Powerful Pro Yakyū 2013 - J (PSTV)
- Jikkyō Powerful Pro Yakyū 2014 - J (PSTV)
- Jikkyō Powerful Pro Yakyū 2016 - J
- Jonah Lomu Rugby Challenge[3]
- Justy×Nasty: Maō Hajimemashita (ja) - J (PSTV)

## K
- Kadenz fermata Akkord: fortissimo - J
- Kaeru Batake de Tsukamaete (ja) - J (PSTV)
- Kaeru Batake de Tsukamaete: Natsu Chigira Sansen! (ja) - J (PSTV)
- Kagamikai no Shirayuki - J
- Kajiri Kamui Kagura: Akebono no Hikari (en) - J (PSTV)
- Kaleidoeve - J (PSTV)
- Kamen Rider: Battride War Sōsei - J
- Kamisama to Koigokoro - J (PSTV)
- KanColle Kai - J
- Ken ga Kimi for V (ja) - J (PSTV)
- Kenka Banchō Otome - J
- Kidō Senshi Gundam SEED Battle Destiny (en) - J (PSTV)
- Killing Bites - J
- Killzone Mercenary (PSTV
- Kin'iro no Corda 4 - J
- Kiss Ato - J
- Kissbell (ja) - J (PSTV)
- Klap!! Kind Love and Punish - J (PSTV)
- Kono Aozora ni Yakusoku o (en) - J
- Kono Ōzora ni, Tsubasa o Hirogete - J
- Kud Wafter Converted Edition - J (PSTV)
- Kurochō no Psychedelica - J (PSTV)
- Kurogane Kaikitan: Senya Ichiya - J (PSTV)

## L
- LEGO Batman 2: DC Super Heroes (PSTV)
- Lego Batman 3 : Au-delà de Gotham (PSTV)
- LEGO Chima: Le Voyage de Laval
- Lego Harry Potter: Années 5 à 7 (PSTV)
- Lego Jurassic World
- LEGO La Grande Aventure le jeu vidéo (PSTV)
- LEGO Le Hobbit (PSTV)
- LEGO Le Seigneur des anneaux
- LEGO Marvel Avengers
- LEGO Marvel Super Heroes: Univers en Péril
- LEGO Ninjago: L'Ombre de Ronin (PSTV)
- Lego Ninjago: Nindroids (PSTV)
- LEGO Star Wars: Le Réveil de la Force
- Les Muppets : Aventures au Cinéma
- Let's Fish! Hooked On (en) (PSTV)
- Liberation Maiden SIN (ja) - J (PSTV)
- LittleBigPlanet PS Vita
- LittleBigPlanet PS Vita: Marvel Super Heroes Edition
- Little Busters! Converted Edition - J (PSTV)
- Little Deviants
- Looney Tunes: Galactic Sports
- Lord of Apocalypse - J (PSTV)
- Lost Dimension (en) (PSTV)
- Love Live! School Idol Paradise Vol. 1: Printemps - J
- Love Live! School Idol Paradise Vol. 2: BiBi - J
- Love Live! School Idol Paradise Vol. 3: Lily White - J
- Love Quiz: Koisuru Shōjo no Final Answer - J (PSTV)
- Love Revenge - J (PSTV)
- Lovely×Cation 1 & 2 (ja) - J (PSTV)
- Lovely Quest Unlimited (ja) - J (PSTV)
- Lumines Electronic Symphony (PSTV)
- Luminous Arc Infinity - J (PSTV)
- Lumo

## M
- M3: Sono Kuroki Hagane: Mission Memento Mori (en) - J (PSTV)
- Macross Delta: Scramble - J
- Madden NFL 13 (PSTV)
- Mahjong Fight Club: Shinsei Zenkoku Taisen-ban (ja) - J (PSTV)
- Mahōka Kōkō no Rettōsei: Out of Order - J (PSTV)
- Majo Koi Nikki: Dragon×Caravan - J
- Marginal 4: Idol of Supernova (ja) - J (PSTV)
- Meikyū Cross Blood: Infinity (ja) - J (PSTV)
- Meikyū Cross Blood: Infinity Ultimate (ja) - J (PSTV)
- MeiQ: Labyrinth of Death (en)
- Mary Skelter: Nightmares
- MegaTagmension Blanc + Neptune VS Zombies (PSTV)
- Memories Off 6 Complete (en) - J (PSTV)
- Memories Off: Yubikiri no Kioku (en) - J (PSTV)
- Metal Gear Solid: HD Collection
- Michael Jackson: The Experience HD (PSTV)
- Mind Zero (PSTV)
- Minecraft: PlayStation Vita Edition (PSTV)
- Miracle Girls Festival - J
- MLB 12: The Show
- MLB 13: The Show (PSTV)
- MLB 14: The Show (PSTV)
- MLB 15: The Show (PSTV)
- ModNation Racers: Road Trip
- Mobile Suit Gundam: Extreme VS Force
- Moe Moe Daisensō Gendaibān ++ (ja) - J (PSTV)
- Moe Chronicle (en) - J
- Moero Crystal (en) - J
- Mōjūzukai to Ōji-sama: Flower & Snow (ja) - J (PSTV)
- Monobeno: Pure Smile (ja) - J (PSTV)
- Monster Hunter: Frontier G - J (PSTV)
- Monster Hunter: Frontier G6 - J
- Monster Hunter: Frontier G7 - J
- Monster Hunter: Frontier G8 - J
- Monster Hunter: Frontier G9 - J
- Monster Monpiece (en) (PSTV)
- Monster Radar (ja) - J
- Mortal Kombat
- Moshi, Kono Sekai ni Kamisama ga Iru to suru Naraba - J
- MotoGP 13
- MotoGP 14
- MotorStorm: RC
- Motto nee, Chanto Shiyou yo! Plus (ja) - J (PSTV)
- MUD FIM Motocross World Championship (PSTV)
- Muramasa Rebirth (PSTV)
- Muv-Luv Alternative (en) (PSTV) (TL)
- Muv-Luv Extra+Unlimited (en) (PSTV) (TL)
- MXGP: The Official Motocross Videogame (PSTV)
- Mystery Chronicle: One Way Heroics (TL)

## N
- Naitei! Shūkatsu Kanzen Taisaku ES, SPI, Mensetsu - J (PSTV)
- Nämlich Shirayuki - J
- Nanairo Reincarnation - J
- Narcissu 10th Anniversary Anthology (TL)
- Natsumegu - J
- Natural Doctrine (PSTV)
- Need for Speed: Most Wanted (PSTV)
- Nekketsu Inō Bukatsu: Trigger Kiss - J (PSTV)
- Nekurebo Care Manager Shiken - J (PSTV)
- Nekurebo Chūshōkigō Shindan-shi Shiken 1 - J (PSTV)
- Nekurebo Chūshōkigō Shindan-shi Shiken 2 - J (PSTV)
- Nekurebo Eibunhō Tettei Tokkun - J (PSTV)
- Nekurebo Eiken - J (PSTV)
- Nekurebo FP Ginō Kentei Shiken Ni-kyū - J (PSTV)
- Nekurebo FP Ginō Kentei Shiken San-kyū - J (PSTV)
- Nekurebo Gyōsei Shoshi Shiken - J (PSTV)
- Nekurebo Hisho Kentei Shiken - J (PSTV)
- Nekurebo IT Passport Shiken - J (PSTV)
- Nekurebo Jōhō Security Specialist Shiken, Network Specialist Shiken - J (PSTV)
- Nekurebo Kaigo Fukushi-shi Shiken - J (PSTV)
- Nekurebo Kihonjōhō Gijutsusha Shiken - J (PSTV)
- Nekurebo Ōyōjōhō Gijutsusha Shiken - J (PSTV)
- Nekurebo Shakai Fukushi-shi Shiken - J (PSTV)
- Nekurebo Sharō-shi Shiken - J (PSTV)
- Nekurebo Takken-shi Shiken - J (PSTV)
- Nekurebo Takken-shi Shiken 2015 - J (PSTV)
- Net High - J
- New Game! The Challenge Stage! - J
- New Little King's Story (PSTV)
- Nights of Azure (en) - J
- Nihon Mahjong Renmei Kōnin Motto Nijū-bai! Mahjong ga Tsuyoku Naru Hōhō: Hatsu Chūkyū-sha-hen - J (PSTV)
- Nihon Pro Mahjong Renmei Suisen Tokoton Mahjong! Joryū Pro ni Chōsen! Tetsuman Megami Special - J (PSTV)
- Nikoli no Puzzle V: Shugyoku no Jū-ni Puzzle - J (PSTV)
- Nil Admirably no Tenbin: Teito Genwaku Kitan - J
- Ninja Gaiden Sigma Plus (PSTV)
- Ninja Gaiden Sigma 2 Plus (PSTV)
- Nisekoi: Yomeiri!? - J (PSTV)
- Nobunaga no Yabō: Sozō - J (PSTV)
- Nobunaga no Yabō: Sozō Sengoku Risshiden - J
- Nobunaga no Yabō: Sozō with Power-Up Kit - J
- Nobunaga no Yabō: Tendō with Power-Up Kit - J (PSTV)
- Nobunaga no Yabō: Tenshouki with Power-Up Kit HD Version - J
- NORN9: Act Tune (en) - J
- NORN9: Last Era (en) - J (PSTV)
- NORN9: Var Commons (en) (PSTV)
- Nuclear Throne (TL)

## O
- Occultic;Nine - J
- Octodad: Dadliest Catch (PSTV) (TL)
- Oddworld: New 'n' Tasty! (TL)
- Oddworld: Stranger's Wrath HD (TL)
- Odin Sphere Leifthrasir
- Ōedo Blacksmith - J (PSTV)
- Omega Labyrinth - J
- Omega Labyrinth Z - J
- One Piece: Burning Blood
- One Piece: Pirate Warriors 2 - J (PSTV)
- One Piece: Pirate Warriors 3 (PSTV)
- One Piece: Unlimited World Red (PSTV)
- Operation Abyss: New Tokyo Legacy (ja) (PSTV)
- Operation Babel: New Tokyo Legacy (ja) (PSTV)
- Oreshika: Tainted Bloodlines (PSTV)
- Oretachi ni Tsubasa wa Nai - J (PSTV)
- Orgarhytm
- Otoko Yūkaku - J (PSTV)
- Owari no Seraph: Unmei no Hajimari - J (PSTV)
- Ozmafia!! Vivace - J (PSTV)

## P
- Parfait - J (PSTV)
- Period Cube
- Persona 3: Dancing Moon Night - J
- Persona 4: Dancing All Night (PSTV)
- Persona 4: Golden (PSTV)
- Persona 5: Dancing Star Night - J
- Phantasy Star Nova - J (PSTV)
- Phantasy Star Online 2 - J
- Phantasy Star Online 2 Episode 2 - J
- Phantasy Star Online 2 Episode 3 - J
- Phantasy Star Online 2 Episode 4 - J
- Phineas & Ferb: Le Jour de Doofenshmirtz
- Photo Kano Kiss (en) - J
- PlayStation All-Stars Battle Royale
- PlayStation Vita Pets
- PluMi Wars V - J
- Possession Magenta - J (PSTV)
- Prince of Stride - J (PSTV)
- Pro Yakyū Spirits 2012 - J
- Pro Yakyū Spirits 2013 - J (PSTV)
- Pro Yakyū Spirits 2014 - J (PSTV)
- Pro Yakyū Spirits 2015 - J (PSTV)
- PsychicEmotion6 - J
- Psycho-Pass: Mandatory Happiness - J
- Punchline - J
- Putty Squad
- Puyo Puyo Tetris - J (PSTV)

## R
- Rabi-Ribi (TL)
- Ragnarok Odyssey (en) (PSTV)
- Ragnarok Odyssey Ace (en) (PSTV)
- Raishi - J (PSTV)
- Rainbow Moon (TL)
- Raishi: Konpeki no Shō - J
- Ray Gigant (PSTV) (TL)
- Rayman Legends
- Rayman Legends + Rayman Origins
- Rayman Origins (PSTV)
- Reality Fighters
- Rear pheles: Red of Another - J
- Reco Love: Blue Ocean - J
- Reco Love: Gold Beach - J
- Refrain no Chika Meikyuu to Majo no Ryodan - Coven and Labyrinth of Refrain (ja) - J
- Reine des fleurs - J (PSTV)
- Ren'ai 0 Kilometers V (ja) - J (PSTV)
- Resident Evil: Revelation 2 (PSTV)
- Resistance: Burning Skies
- Resistance: Retribution
- Retro City Rampage DX (PSTV) (TL)
- RE:VICE D - J (PSTV)
- Rewrite - J (PSTV)
- Ridge Racer
- Robotics;Notes Elite - J (PSTV)
- Ro-Kyu-Bu! Naisho no Shutter Chance - J
- Romeo VS Juliet Zenkan Pack (ja) - J (PSTV)
- Root Letter
- Root Rexx - J (PSTV)
- Rose and the Old Castle of Twilight - J
- Rozen Maiden: Wechseln Sie Welt Ab - J
- Rugby 15
- Rugby World Cup 2015
- Rui wa tomo o yobu (en) - J
- Ryūyoku no Melodia: Diva with the Blessed Dragonol - J

## S
- SA7 - Silent Ability Seven - J
- Saenai Kanojo (Heroine) no Sodatekata: Blessing Flowers - J (PSTV)
- Sakatsuku: Pro Soccer Club o Tsukurou! (ja) - J
- Saki: Zenkoku-hen - J
- Sakurasou no Pet na Kanojo - J (PSTV)
- Samurai and Dragons (ja) - J
- Samurai and Dragons: Ryūzoku Kōrin (ja) - J
- Samurai Warriors 4 (PSTV)
- Samurai Warriors 4-II (PSTV)
- Samurai Warriors 4 Empires (PSTV)
- Samurai Warriors Chronicle 3 (PSTV)
- Samurai Warriors: Spirit of Sanada - J (PSTV)
- Sangoku Hime 2: Tenka Hatō: Shishi no Keishōsha (ja) - J (PSTV)
- 三極姫4〜天華繚乱 天命の恋絵巻〜 - J (PSTV)
- Sangoku Rensenki: Otome no Heihō! (ja) - J (PSTV)
- Sangokushi XII (en) - J (PSTV)
- Saturday Morning RPG (PSTV) (TL)
- Sayonara UmiharaKawase Plus (en) (PSTV)
- Scared Rider Xechs Rev. - J
- School Wars: Zenkan Pack Honpen & Sotsugyō Sensen - J
- SD Gundam G Generation Genesis - J
- Sengoku Hime 3: Tenka o Kirisaku Hika to Kage (ja) - J (PSTV)
- Sengoku Hime 4: Sōhai Hyakkei, Hana Mamoru Chikai (ja) - J (PSTV)
- Sengoku Hime 5: Senka Tatsu Haō no Keifu (ja) - J
- Sengoku Otome: Legend Battle (ja) - J
- Senjō no Waltz (ja) - J (PSTV)
- Senran Kagura: Bon Appétit! (PSTV)
- Senran Kagura: Estival Versus (PSTV)
- Senran Kagura: Shinovi Versus (PSTV)
- Shantae: Half-Genie Hero
- Shin Gundam Musou - J (PSTV)
- Shin Hayarigami - J (PSTV)
- Shin Kamaitachi no Yoru: Jyuichi-nin-me no Suspect (ja) - J
- Shinobido 2: Tales of the Ninja (en) (PSTV)
- Shinobi, Koi Utsutsu: Setsugetsuka Koi Emaki - J (PSTV)
- Shinsō-ban Black Code - J (PSTV)
- Shinsō-ban Crimson Empire (ja) - J (PSTV)
- Shinsō-ban Crimson Royal (ja) - J (PSTV)
- Shinsō-ban Heart no Kuni no Alice: Wonderful Twin World - J (PSTV)
- Shinsō-ban Heart no Kuni no Alice: Wonderful Wonder World - J (PSTV)
- Shinsō-ban Mahōtsukai to Goshujin-sama (ja) - J (PSTV)
- Shinsō-ban Majo'ou (ja) - J (PSTV)
- Shinsō-ban Okashi na Shima no Peter Pan (ja) - J (PSTV)
- Shovel Knight (PSTV) (TL)
- Shiren the Wanderer: The Tower of Fortune and the Dice of Fate
- Shirogane × Spirits! - J
- Silent Hill: Book of Memories
- Skullgirls 2nd Encore (PSTV) (TL)
- Slain: Back to Hell (TL)
- Slotter Mania V: Black Lagoon - J
- Slotter Mania V: Highschool of the Dead - J (PSTV)
- Slotter Mania V: Zettai Shougeki II (en) - J (PSTV)
- Sly Cooper : Voleurs à travers le temps (PSTV)
- Smart As...
- Söldner-X 2: Final Prototype (TL)
- Sonic and All-Stars Racing Transformed (PSTV)
- Sorayume - J (PSTV)
- Sorcery Saga: Curse of the Great Curry God (en) (PSTV)
- Sōshū Senshinkan Gakuen Hachimyoujin: Ten no Koku (ja) - J (PSTV)
- Soukai Buccaneers! - J (PSTV)
- Soul Sacrifice (PSTV)
- Soul Sacrifice Delta (PSTV)
- Space Hulk
- Spongebob HeroPants (PSTV)
- Spy Hunter
- Starry Sky: Spring Stories (en) - J
- Steins;Gate (PSTV)
- Steins;Gate 0 - J
- Steins;Gate: Hiyoku Renri no Darling - J (PSTV)
- Steins;Gate: Senkei Kōsoku no Phenogram - J (PSTV)
- Storm Lover V - J
- Storm Lover 2nd V - J
- Stranger of Sword City (en) (PSTV)
- Street Fighter X Tekken
- Sūgaku-ryoku-ō Chūkyū - J (PSTV)
- Sūgaku-ryoku-ō Jōkyū - J (PSTV)
- Sūgaku-ryoku-ō Shokyū - J (PSTV)
- Sumioni (en)
- Summon Night 6: Lost Borders (en) - J
- SUPERBEAT XONIC
- Superdimension Neptune vs. Sega Hard Girls (PSTV)
- Super Hero Generation - J (PSTV)
- Super Heroine Chronicle (en) - J
- Super Monkey Ball: Banana Splitz
- Super Robot Taisen OG Saga Masou Kishin III: Pride of Justice (ja) - J (PSTV)
- Super Robot Taisen V (ja) - J
- Supremacy MMA: Unrestricted
- Sweet Clown: Gozen San-ji no Okashi na Dōkeshi - J
- Sword Art Online: Hollow Fragment (PSTV)
- Sword Art Online: Hollow Realization
- Sword Art Online: Lost Song (PSTV)

## T
- Tachyon Project
- Tadeo Jones
- Tadeo Jones Y El Manuscrito Perdido
- Tales from Space: Mutant Blobs Attack
- Taiheiyou no Arashi: Oukoku no Kouhai Koko ni Ari, 1942 Senkan Yamato Hankou no Gouhou - J
- Taiheiyou no Arashi: Shijousaidai no Gekisen Normandy Koubousen - J
- Taiko no Tatsujin: V Version - J
- Taishō Mebiusline Hitotsumi - J
- Taishō Mebiusline Teito Bibouroku Hare - J
- Taishō Mebiusline Vitable - J
- Taishō x Taishō Alice: all in one (ja) - J (PSTV)
- Tales of Hearts R (PSTV)
- Tales of Innocence R - J (PSTV)
- Tayutama 2 -you're the only one- - J
- Tearaway
- Teikoku Kaigun Koi Bojō: Meiji Yokosuka Kōshinkyoku - J (PSTV)
- Tengai ni Mau, Iki na Hana - J
- Terraria
- Teslagrad (TL)
- Tetris Ultimate (PSTV)
- The Amazing Spider-Man (PSTV)
- The Bard's Tale Remastered and Resnarkled
- THE BIT.TRIP
- The Caligula Effect
- The Count Lucanor
- The Deer God
- The House in Fata Morgana
- The Idolm@ster: Must Songs - Akaban - J
- The Idolm@ster: Must Songs - Aoban - J
- The Jak and Daxter Trilogy
- The King of Fighters '97 Global Match
- The Legend of Heroes: Ao no Kiseki Evolution (en) - J (PSTV)
- The Legend of Heroes: Sora no Kiseki FC Evolution - J (PSTV)
- The Legend of Heroes: Sora no Kiseki SC Evolution - J
- The Legend of Heroes: Sora no Kiseki The 3rd Evolution - J
- The Legend of Heroes: Trails of Cold Steel (PSTV)
- The Legend of Heroes: Trails of Cold Steel II (PSTV)
- The Legend of Heroes: Zero no Kiseki Evolution (en) - J (PSTV)
- The Long Reach
- The Longest Five Minutes
- The Ratchet and Clank Trilogy (PSTV)
- The Sly Trilogy
- The Swapper (TL)
- The Swindle (TL)
- The Walking Dead Saison 1 (PSTV)
- The Walking Dead Saison 2
- The Wolf Among Us
- Thomas Was Alone (TL)
- Time Travelers (en) - J (PSTV)
- Timepiece Ensemble - J
- To Heart 2: Dungeon Travelers (en) - J (PSTV)
- To Love-Ru Darkness: Battle Ecstasy - J
- To Love-Ru Darkness: True Princess - J (PSTV)
- TOEIC Test Jissen Tokkun - J (PSTV)
- TOEIC Test Jissen Tokkun 2 - J (PSTV)
- Tokeijikake no Ley Line Kagerou ni Samayou Majo - J
- Tokimeki Restaurantː Project Tristars - J
- Tokushu Hōdōbu (ja) - J (PSTV)
- Tōkyō Clanpool - J
- Tokyo Ghoul: Jail - J
- Tokyo Onmyōji: Tengenjibashi Ryō no Baai V Edition - J
- Tokyo Tattoo Girls
- Tokyo Twilight Ghost Hunters (en) (PSTV)
- Tokyo Twilight Ghost Hunters: Daybreak Special Gigs World Tour (en)
- Tokyo Xanadu (PSTV)
- Tokyo Yamanote Boys For V Fan Disc - J
- Tokyo Yamanote Boys For V Main Disc - J
- Top Trumps Turbo
- Touch My Katamari (en) (PSTV)
- Touhou Genso Wanderer
- Toukiden: The Age of Demons (en) (PSTV)
- Toukiden Kiwami (en) (PSTV)
- Toukiden 2 (en) - J
- Traveling Stars - J
- Trillion: God of Destruction (PSTV)
- Tsuihou Senkyo - J
- Tsuki ni Yorisō: Otome no Sahō: Hidamari no Hibi - J
- Tsukitomo Tsukiuta 12 Memories - J
- Tumikui Sen no Noroi, Sen no Inori For V - J

## U
- Ukiyo no Rōshi - J (PSTV)
- Ultimate Marvel vs. Capcom 3 (PSTV)
- Un:BIRTHDAY SONG～Ai o Utau Shinigami～another record - J
- Undertale (TL)
- Uncharted: Golden Abyss
- UnEpic
- Unit 13
- Uppers - J
- Usotsuki Shangri-La - J
- Uta Kumi 575 (en) - J
- Uta no Prince-samaː ♪Amazing Aria & Sweet Serenade LOVE (en) - J
- Uta no Prince-samaː Music 3 (en) - J
- Uta no Prince-samaː Repeat Love (en) - J
- Utawarerumono: Mask of Deception (PSTV)
- Utawarerumono: Mask of Truth (PSTV)
- Utawarerumonoː Prelude to the Fallen
- Utsutemi no Meguri - J

## V
- VA-11 Hall-A
- Valhalla Knights 3 (en) (PSTV)
- Valhalla Knights 3 Gold (en) - J (PSTV)
- Valkyria Revolution
- Valkyrie Drive -Bhikkhuni-
- Valkyrie Drive -Bhikkhuni- Bikini Party Edition - J
- Vamwolf Cross - J (PSTV)
- Variable Barricade - J
- Vasara Collection
- Vegas Party
- Velocity 2X: Critical Mass Edition
- Virtua Tennis 4: World Tour Edition
- Virtue's Last Reward (PSTV)
- VitaminX Destination - J
- Volume (TL)
- VVVVVV

## W
- Wagamama High Spec - J
- Walpurgis no Uta - J
- Wand of Fortune R - J
- Wand of Fortune R2ː Jiku ni Shizumu Mokushiroku - J
- Wand of Fortune R2 FDː Kimi ni Sasageru Epilogue - J
- War Theatre
- Warriors All-Stars
- Warriors Orochi 3 Ultimate (PSTV)
- White Album 2: Shiawase no Mukougawa - J (PSTV)
- Windjammers
- Winning Post 7 2013 - J (PSTV)
- Winning Post 8 - J (PSTV)
- Winning Post 8 2015 - J (PSTV)
- Winning Post 8 2016 - J
- Winning Post 8 2017 - J
- Winning Post 8 2018 - J
- WipEout 2048
- World Election - J
- World End Syndrome - J
- World of Final Fantasy
- World Trigger: Borderless Mission - J
- WRC 3: FIA World Rally Championship (PSTV)
- WRC 4: FIA World Rally Championship
- WRC 5

## X
- Xblaze Code: Embryo (PSTV)
- Xblaze Lost: Memories (PSTV)
- Xenon Valkyrie+
- Xeodrifter (TL)

## Y
- Yahari Game demo Ore no Seishun Love-Kome wa Machigatteiru. - J (PSTV)
- Yahari Game demo Ore no Seishun Love-Kome wa Machigatteiru. Zoku - J (PSTV)
- Yomawari: Midnight Shadows
- Yomawari: Night Alone
- Yoshiwara Higanbana Kuon no Chigiri - J
- Your Diary + - J
- Ys VIII: Lacrimosa of Dana
- Ys: Memories of Celceta (PSTV)
- Ys Origin
- Yūki Yūna wa Yūsha de Aru: Jukai no Kioku - J (PSTV)
- Yumeutsutsu ReːMaster - J
- YU-NO: A girl who chants love at the bound of this world (en) - J (PSTV)
- Yunohana Springǃ - J (PSTV)
- Yunohana Springǃ Cherising Time - J
- Yuukyuu no Tierbladeː Fragments of Memory - J
- Yuukyuu no Tierbladeː Lost Chronicle - J
- Yuusha Shisu - J

## Z
- Zanki Zero - J
- Zero Time Dilemma (en)
- Zettai Kaikyuu Gakuen - J
- Zettai Meikyū Himitsu no Oyayubihime - J

- Haut – A
- B
- C
- D
- E
- F
- G
- H
- I
- J
- K
- L
- M
- N
- O
- P
- Q
- R
- S
- T
- U
- V
- W
- X
- Y
- Z